# Sère-en-Lavedan
Sère-en-Lavendan là một xã thuộc tỉnh Hautes-Pyrénées trong vùng Occitanie khu vực tây nam nước Pháp. Xã này nằm ở khu vực có độ cao trung bình 650 mét trên mực nước biển.